# 悪魔の十三夜
『悪魔の十三夜』（あくまのじゅうさんや）は、曽祢まさこによる日本の漫画作品。

## 概要
『なかよし』（講談社）において、1986年から1987年まで連載された。

## 書誌情報
曽祢まさこ 『悪魔の十三夜』 講談社〈講談社コミックスなかよし〉、全2巻
1. 1986年10月6日発行、ISBN 4-06-178550-8
2. 1987年2月6日発行、ISBN 4-06-178561-3